# Hoštice, Kroměříž
Hoštice là một làng thuộc huyện Kroměříž, vùng Zlínský, Cộng hòa Séc.